# Parag
Parag – wieś w Chorwacji, w żupanii medzimurskiej, w gminie Nedelišće. W 2011 roku liczyła 1187 mieszkańców.